# Expédition 2 (ISS)
Insigne de la mission
Équipage de l'expédition 2
Chronologie
Expédition 1
 Expédition 3

L'expédition 2 à bord de la Station spatiale internationale constitue la première mission à vocation scientifique à bord, après que l'Expédition 1 l'a rendue opérationnelle.

## Équipage
- . Yury Usachev (4), Commandant -
- . Susan J. Helms (5), Ingénieur de vol
- .James S. Voss (5), Ingénieur de vol

Entre parenthèses, le nombre de missions effectuées, celle-ci incluse